# La tempestad (Giorgione)
La tempestad (en italiano La tempesta) es una famosa pintura renacentista, obra del pintor italiano Giorgione pintada hacia 1508. 

## Visión general y significado
Encargado por el noble Gabriel Vendramin, La tempestad es una de las obras más enigmáticas de la Historia del Arte. Se considera por unanimidad como autógrafa de Giorgione, sin embargo, es su significado el que ha dado lugar a mayores discusiones. Existen numerosas hipótesis sobre el significado de la obra, que van desde diferentes episodios bíblicos, mitológicos o hasta una representación alegórica de la fortuna, la fortaleza o la caridad.
En el inventario de la familia Vendramin figuraba como Mercurio e Isis. También ha sido identificado como un tema inspirado en el Polífilo de Francesco Colonna e incluso como El hallazgo de Moisés. Podría ser una escena de La infancia de Paris, o del mito de Paris y Enone, entroncado con la novela pastoril. Otras teorías afirman que se trata de un retrato del propio pintor y su familia.
Según el profesor italiano Salvatore Settis, la ciudad del fondo representaría el Paraíso terrenal, las dos figuras serían Adán y Eva con su hijo Caín. El rayo, basándose en la mitología griega y en la religión judía, representaría a Dios, expulsándolos del Edén. Las columnas rotas, por lo tanto, se referirían a la mortalidad de los hombres como condena por el pecado original. 
En cambio, según Waldemar Januszczak, se trata del mito de Deméter y Yasión, y el niño sería su hijo Pluto; el rayo, entonces, simbolizaría a Zeus. Este crítico lo argumenta, además, por la aparición en el cuadro de una grulla, símbolo de Deméter, en el tejado del edificio del fondo.
Marcantonio Michiel, que la conoció unos años después de su realización, la cita simplemente como El pequeño paisaje en lienzo con la tempestad, la zíngara y el soldado. Esto se relaciona con las teorías sobre que La tempestad es simplemente una escena alegórica o que Giorgione no tuvo intención de ceñirse a ningún mito.
En la escena aparecen una mujer y un hombre:

### La mujer

Detalle de la mujer.

Una mujer, sentada a la derecha, amamanta (esta dando de mamar) a su bebé. Está desnuda, excepto por un lienzo blanco que le recubre los hombros, símbolo sugerente pero también de pureza e inocencia. 
Por su barriga redonda y por el hecho de estar dando el pecho, podría simbolizar a la fertilidad o a la maternidad. Sin embargo, algunos críticos opinan que representa la caridad. También se puede suponer una posible asociación de la mujer con la Virgen María criando a Jesús. Esto lo uniría a multitud de Madonnas del Renacimiento, aunque en este caso la escena sería claramente profana, siguiendo el estilo de su autor.

Detalle del hombre.

### El hombre
Un hombre, posiblemente un soldado, sosteniendo una asta o pica, permanece en la postura del clásico contrapposto a la izquierda. Sonríe y mira a la derecha, pero parece no ver a la mujer. 
Los historiadores del arte han identificado al hombre con un soldado, un pastor o un gitano. Los rayos X han revelado que en lugar del hombre, Giorgione pintó originariamente otra mujer desnuda. Para algunos, representa la firmeza o la fortaleza. Estos señalan a los columnas detrás del hombre. Las columnas suelen simbolizar la fuerza o la firmeza. Aunque en este caso, se encuentran rotas, un clásico símbolo de la muerte. 
Algunos destacan las cigüeñas del tejado de la derecha. Las cigüeñas, en ocasiones, representan el amor paterno-filial.

Detalle de los árboles.

### El paisaje
Podría representar un paisaje de la Arcadia, en las afueras de una ciudad. La escena se completa con un arroyo, árboles y ruinas. Las oscuras nubes del cielo se iluminan por la luz del relámpago, anunciando la inminente tormenta.
Los colores son apagados y la iluminación tenue. Dominan los colores fríos como verdes y azules. El paisaje no es un mero telón de fondo. Giorgione pintó el paisaje para darle un protagonismo. Se dice de La tempestad que más que unas figuras en un paisaje es un paisaje con figuras. La naturaleza se convierte aquí en auténtica protagonista, a la que todo lo demás se le subordina como simples elementos. La hipnótica representación de la inminente tempestad actúa como símbolo del poder de la naturaleza. Solamente los pintores británicos del siglo XIX volverán a plasmar la exaltación de los fenómenos atmosféricos, que junto a las ruinas, son elementos puramente románticos.

## Influjo
- Los historiadores del arte consideran que La tempestad fue una influencia directa sobre el Almuerzo sobre la hierba de Manet.[3]

## En la literatura
La pintura es el foco de la intriga de la novela La tempestad por Juan Manuel de Prada, ganadora del Premio Planeta en 1997.